# Eishändler

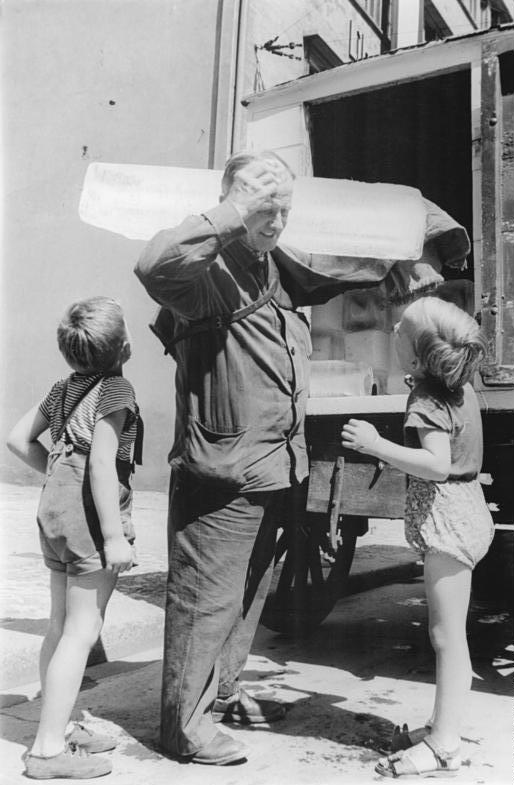
Ein Eishändler 1957 in Berlin

Der Eishändler verkaufte Wassereis überwiegend an städtische private Haushalte, Gewerbetreibende (z. B. Schlachtereien) und Gastronomie. Dieses Natureis und später auch in Eisfabriken produziertes Kunsteis bezog er von Eiskellern oder Eishäusern, die er eventuell selbst betrieb, und ließ es durch betreffende Knechte, später alltagssprachlich auch als Eismänner bezeichnet, an seine Kundschaft morgens möglichst zügig ausliefern.
Bis in die 1960er Jahre bezogen Privathaushalte, kleine Lebensmittelgeschäfte und auch Gastronomiebetriebe ein- bis mehrmals pro Woche Lieferungen ganzer oder zerteilter Stangen (eine Stange war ca. 1 Meter lang und 15 × 15 cm im Profil) ins Haus zum Kühlen der Lebensmittel in damals noch gebräuchlichen Eisschränken. Mit der Massenproduktion von Kühlschränken wurde die Eiskühlung unwirtschaftlich, der Beruf starb daher aus.